# Jüdische Elementarschule (Hirschaid)
Die Jüdische Elementarschule in Hirschaid, einem Markt im oberfränkischen Landkreis Bamberg in Bayern, wurde Anfang des 19. Jahrhunderts gegründet und 1938 aufgehoben. Sie war die letzte jüdische Volksschule, die in Oberfranken noch bestanden hatte.

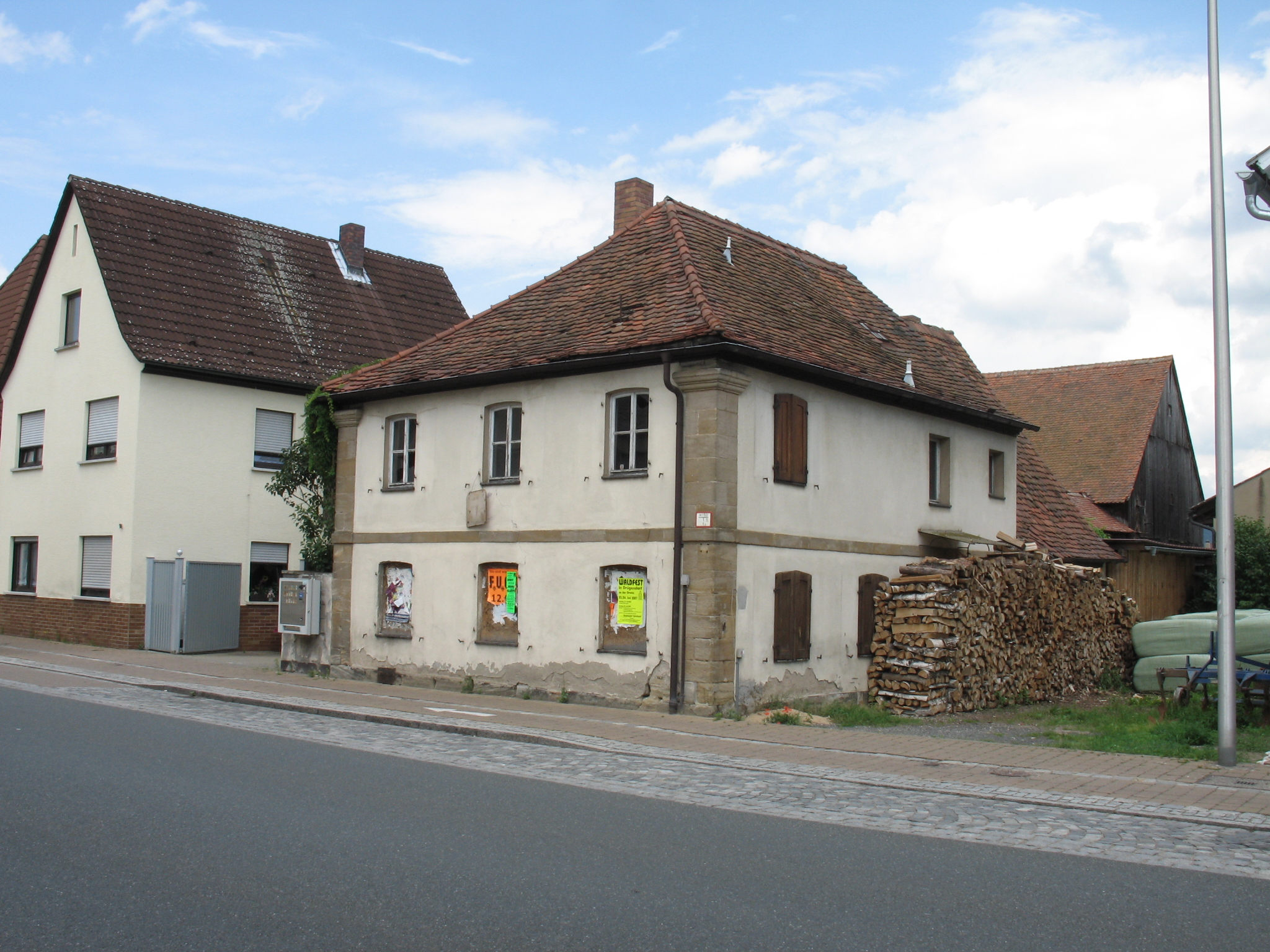
Das ehemalige Schulgebäude im Jahr 2007

Das ehemalige Schulhaus in der Nürnberger Straße 12 ist ein geschütztes Baudenkmal.
Die Elementarschule wurde auch als Israelitische Volksschule bezeichnet. Der angestellte Lehrer war zeitweise auch als Vorbeter und Schochet tätig.

## Schulhaus
Der zweigeschossige Walmdachbau mit Eckpilastern wurde Anfang des 19. Jahrhunderts errichtet. Das Gebäude diente von 1887 bis 1939 der jüdischen Gemeinde als Gemeindehaus sowie als Elementar- und Religionsschule mit Lehrerwohnung.
Bis in die 1980er Jahre wurde es als Wohnhaus genutzt. Es ist das einzige steinerne Zeugnis der jüdischen Gemeinde von Hirschaid. Das leerstehende Gebäude ist vom Verfall bedroht.